# Axel Noack (Theologe)
Axel Noack (* 8. November 1949 in Biesnitz bei Görlitz) ist ein evangelischer Theologe und war von 1997 bis 2008 Bischof der Evangelischen Kirche der Kirchenprovinz Sachsen in Magdeburg. Von Januar bis Juni 2009 war er einer von zwei Bischöfen der fusionierten Evangelischen Kirche in Mitteldeutschland.

## Leben und Wirken
Axel Noack wurde als Kind eines Betriebswirtschaftlers und einer Sachbearbeiterin geboren. Er besuchte die Schule in Halle (Saale), machte 1968 das Abitur und schloss eine Ausbildung als Betriebsschlosser ab.
Wegen der Verweigerung des Wehrdienstes wurde er nicht zum Mathematikstudium zugelassen. Von 1968 bis 1969 war er als diakonischer Helfer in den Hoffnungstaler Anstalten Lobetal bei Bernau tätig. Von 1969 bis 1975 studierte Noack Theologie an der Kirchlichen Hochschule (Katechetisches Oberseminar) in Naumburg (Saale) und absolvierte sein Vikariat in Merseburg.
Von 1976 bis 1978 war er als Repetent für Kirchengeschichte an der Kirchlichen Hochschule Naumburg tätig und übernahm dann den Dienst als Studenten- und Kreisjugendpfarrer in Merseburg. Nach siebenjähriger Tätigkeit in diesem Amt ging er als Gemeindepfarrer nach Wolfen im Kirchenkreis Bitterfeld.
Im Rahmen des Beitritts der DDR zur Bundesrepublik sprach sich Noack kritisch zum Prinzip der Militärseelsorge aus und forderte, Soldatenseelsorger sollten Kirchen- und nicht Armeeangehörige sein. Bereits während der letzten Synode des Bundes der Evangelischen Kirchen in der DDR hatte sich das Gremium gegen die Übernahme des Militärseelsorgevertrages ausgesprochen.
Im Jahre 1997 wurde Axel Noack zum Bischof der Evangelischen Kirche der Kirchenprovinz Sachsen als Nachfolger von Christoph Demke gewählt, der dieses Amt 14 Jahre lang innehatte. Im Juni 2009 trat Noack von seinem Bischofsamt ab und ermöglichte der fusionierten Evangelischen Kirche in Mitteldeutschland einen unvorbelasteten Start. Seine Nachfolge trat Ilse Junkermann an. Noack hatte von da an eine Arbeitsstelle im Fach Kirchengeschichte an der Theologischen Fakultät der Martin-Luther-Universität Halle-Wittenberg inne, seit dem Wintersemester 2010/2011 ist er ebenda Honorarprofessor. Bis zum Wintersemester 2018/19 hielt er regelmäßig Vorlesungen und Seminare. Er beschäftigt sich insbesondere mit regionaler Kirchengeschichte sowie mit der Aufarbeitung der Kirchengeschichte in der Zeit der DDR.
Axel Noack ist verheiratet und hat drei Kinder.

## Sonstige Tätigkeiten
- Bereits als 19-Jähriger war Noack Jugendsynodaler und später Mitglied der Synode der Kirchenprovinz Sachsen. 1986 wurde er Mitglied der Synode des damals bestehenden Bundes der Evangelischen Kirchen in der DDR sowie der Konferenz der Evangelischen Kirchenleitungen in der DDR.

- 1989 und 1990 beteiligte sich Noack engagiert an der Bürgerbewegung. Er arbeitete mit am „Runden Tisch“ in der Wende in der DDR und im MfS-Überprüfungsausschuss.

- 1990 war Noack im kirchlichen Vereinigungsprozess aktiv und Mitglied der Gemeinsamen Kommission der Evangelischen Kirche in Deutschland (EKD) und des Bundes der Evangelischen Kirchen in der DDR (BEK).

- Von 1991 bis 2003 war Noack Mitglied im Rat der Evangelischen Kirche in Deutschland und ist seit 2005 dessen Beauftragter für den missionarischen Dienst der Kirche. 1996 bis 1999 war er Vorstandsvorsitzender von „Dienste in Übersee“, das 1999 mit anderen kirchlichen Werken zum Evangelischen Entwicklungsdienst fusionierte. Dort ist er Mitglied des Aufsichtsrates. Außerdem ist er seit 2003 Vorsitzender der Arbeitsgemeinschaft Missionarische Dienste.

- Seit 2001 ist er Mitglied des Beirats des INKOTA-netzwerks.
- Seit 2008 ist er Kuratoriumsvorsitzender der von ihm initiierten Evangelischen Johannes-Schulstiftung, Sitz in Magdeburg.

- Kuratoriumsmitglied des evangelikalen Vereins ProChrist, einem dem CVJM nahestehenden Organisator von Großevangelisationsveranstaltungen.[3]

## Auszeichnungen
- Verdienstorden des Landes Sachsen-Anhalt 2015

## Veröffentlichung
- Axel Noack: Die Phasen der Kirchenpolitik der SED und die sich darauf beziehenden Grundlagenbeschlüsse der Partei- und Staatsführung in der Zeit von 1972 bis 1989. (enquete-online.de [PDF] als PDF abrufbar, u. a. mit Abschnitt zu Kirchenbauprogrammen in der DDR).